# 死神坊ちゃんと黒メイド
『死神坊ちゃんと黒メイド』（しにがみぼっちゃんとくろメイド）は、イノウエによる日本の漫画。『サンデーうぇぶり』（小学館）にて、2017年10月3日から 2022年5月17日まで連載された。2023年時点で累計発行部数は180万部を突破している。メディアミックスとしてテレビアニメも制作され、第1期が2021年7月から9月まで、第2期が2023年7月から9月まで、第3期が2024年4月から6月まで放送された。

## あらすじ
触りたくても触れないといった、世界でとても切ない両想いがそこにあった。幼少期、触れたもの全てを死なせてしまうという呪いを魔女によってかけられた貴族・坊ちゃんがいた。この呪いから周りで拒絶されてしまうことになった坊ちゃんは、森の奥にある大きな館で孤独な生活を過ごしている。坊ちゃんを支えるメイド・アリスがいたが、彼女の存在が坊ちゃんにとってはとても悩んでしまう種の一つだった。その理由は日常的にアリスが逆セクハラを仕掛けるからであった。危ない距離感で誘惑するアリス、そしてアリスが愛しいが手を繋ぐことを許そうとしない坊ちゃんであった。この2人は、果たして純愛の実を結ぼうとするのか。

## 登場人物
声の項はテレビアニメ版の声優。
坊ちゃん（ぼっちゃん）
声 - 花江夏樹
貴族の少年。本名は明かされていなかったが218話でヴィクターであることが判明した。5歳のころに魔女によってかけられた呪いから、家族と離れ森の大きな館で過ごしている。ピアノを特技としている。アリスによる「逆セクハラ」を悩みとしている。誰に対しても温和だが、アリスや無関係の者に危害を与える相手には怒りを露にする。
幼い頃に亡くなった祖父への憧れから、黒のシルクハットを愛用するようになる。長男である立場上次の家長とされているが、春までに呪いが解けなければ勘当と母から言い渡されている身でもある。
アリス・レンドロット
声 - 真野あゆみ
メイド。2年前より坊ちゃんの元で働いている。彼とは近い距離感でもある。仕事中や「逆セクハラ」の時もペースを崩さず、考えていることが分かりにくいが坊ちゃんへの愛は本物である。しかし内心では、自分が坊ちゃんとは結ばれてはいけないと考えている様子が見られる。また、彼への「逆セクハラ」を趣味としているほかに幽霊が見え、会話する事もできる。
幼少期は病弱だったが、シャロンがシャーデーと契約を交わした事で健康体になる。シャロンが呪いを受けた後はその妹である叔母に引き取られるが、姉妹仲が良くなかった事もあり、虐げられてきた。
極めて抜群なプロポーション（巨乳）の持ち主で、かつ扇情的なメイド服を、勤務中は常時愛用していることも相まって、先述の「逆セクハラ」で坊ちゃんを当惑させることが度々ある。また彼女もそれらを半ば楽しんで行っているフシがある。
ロブ
声 - 大塚芳忠
坊ちゃんの面倒を見てきた親代わりといった存在のある執事。50年の執事歴があり、仕事は完璧ではあるものの、老いに無自覚があるため、トラブルを起こしてしまうことがある。
若い頃のケガが原因で右目に眼帯を着けており、幼い頃の坊ちゃんが風貌を怖がったために髪で隠している。自分が屋敷に仕えるきっかけとなったヴィクトルに恩義を感じている。
ヴィオラ
声 - 水瀬いのり
坊ちゃんの妹。スイーツや恋といったものに興味を持つ年頃の少女。性格は破天荒であり、母が禁じる坊ちゃんが住む別邸に定期的に遊びに行っている。物心ついた時には既に坊ちゃんは別邸で過ごしていたため、坊ちゃんの事を殆ど覚えていなかった。
誰に対しても気軽に接しているが、愛するロブに対しては緊張するため上手く喋ることができないことがある。バイオリンが得意。
カフ
声 - 倉持若菜
魔女。ザインとは幼馴染に当たる。人間と魔女のハーフであり、人間および魔女からも嫌われる存在だが逞しく生きてきた。炎を操る魔法が得意で白いコウモリに変身できる。賢くないことを自覚しており、物事の判断についてはザインに任せている。現在はザインと共にサーカス団「ジェミニ座」に所属している。
ザイン
声 - 神谷浩史、松岡美里（幼いザイン）
鳥のような顔をした魔女。白いカラスに変身できる。上述の通り、カフとは幼馴染に当たり、大切に思っているものの、女好きでもある。彼に出会った少女はすぐに口説くことからカフに何度もしばかれている。幼少期から、両親の意向で人間界に暮らしている。
時間操作の魔法を使う事ができ、ダレスからは「魔法の天才」と称されている。しかし当人は過去の出来事から魔法を使わずにいようと思っている。
ウォルター
声 - 内田雄馬、小市眞琴（幼いウォルター）
紳士的かつ見目よい坊ちゃんの弟。坊ちゃんの話になるとムキになりやすく、ライバル心を燃やすことがある。
次男コンプレックス由来で「次男」や「2」を連想させる言葉に強い拒否反応を示している。お互い上の兄弟のせいで苦労しているという共通点からダレスと親しくなり、後に恋人同士となる。また、ヴィオラのメイクの練習台を引き受けるうちに女装に目覚めるようになる。
シャロン・レンドロット
声 - 井上喜久子
アリスの母親。シャーデーからアリスが健康体になるかわりに死ぬまで眠りつづけるという呪いを受けるが、坊っちゃん達がタイムスリップしてきた事でシャーデーが気を変え、分体を寄生させられながらも呪いを解除された。眠っている間老化は止まっていたようで、呪い解除後も身体は眠りについた25歳当時のまま。
苦労して生きてきたにも関わらず、天真爛漫で元気。ヴィクトルの命を助けた事で屋敷に招かれ、本邸のメイドとして働く事になった。
ダレス
声 - 日笠陽子
魔界のボスを務める魔女。幻惑の魔法を得意とする。
人間界の様子を動物の目を通して観察している。父からの贈り物である白い修道服を着ているが、その容姿から双子の姉であるシャーデーと間違えられ、恐れられる事が多い。シャーデーとは髪型・目の色が異なっている。
かつてシャーデーに「同じ顔で紛らわしいから」という理由だけで顔に傷をつけられる。これがトラウマとなってドクロの仮面を着けるようになり、劣等感とシャーデーへの恐怖心も植え付けられた。しかしある事がきっかけで素顔を見られた際、ウォルターに素顔を褒められた事で一歩克服し、素顔のままでいる事を選ぶ。
以降はウォルターと恋人同士となる。魔女のボスを引退して彼と結ばれるべく、人間になる為の儀式の準備を始める。
テト
声 - 田辺留依
ダレスの部下である水着ギャルの魔女。黒髪の他、白目部分が黒色になっている事が特徴。毒の魔法を得意とする。
いつも一緒にいるケトとは恋人同士。敵意を長く持ち越さない「ギャルマインド」の持ち主。
ケト
声 - 山崎はるか
ダレスの部下である水着ギャルの魔女で、金髪に褐色肌の方。植物を操ったり、生み出す魔法を得意とする。いつも一緒にいるテトとは恋人同士。
敵意をあまり長く持ち越さない「ギャルマインド」の持ち主。語尾は「～っす」。魔女狩りで多くの仲間を殺した人間の事は快く思わないが、ダレスが人間と和解する意向を示した時は従うとも発言している。
ガーベラ
声 - 大原さやか
坊ちゃん達兄弟の母親。呪いを受けた坊ちゃんと執事のロブに、別邸で暮らす事を命じる。入院中の夫に代わり、当主代理として本邸を守っている。
家柄やしきたりを重んじる非常に厳格な性格のため、特に坊ちゃんからとても恐れられている。言動や態度もただ厳しいように思われるが、内心では子供達への愛情がある。
貴族の一人娘として厳しく育てられた事もあって、子供達への態度が悪くなってしまう事を気にしていた。そんな折、偶然助けたシャロンに悩みを打ち明けるようになってから彼女に心を開き、友人同士となる。

## 書誌情報
- イノウエ 『死神坊ちゃんと黒メイド』 小学館〈サンデーうぇぶりコミックス〉、全16巻
  1. 2018年1月12日発売[10]、ISBN 978-4-09-128099-2
  2. 2018年4月12日発売[11]、ISBN 978-4-09-128222-4
  3. 2018年8月9日発売[12]、ISBN 978-4-09-128480-8
  4. 2018年11月12日発売[13]、ISBN 978-4-09-128697-0
  5. 2019年2月12日発売[14]、ISBN 978-4-09-128856-1
  6. 2019年6月18日発売[15]、ISBN 978-4-09-129192-9
  7. 2019年9月12日発売[16]、ISBN 978-4-09-129357-2
  8. 2019年12月12日発売[17]、ISBN 978-4-09-129427-2
  9. 2020年5月12日発売[18]、ISBN 978-4-09-850106-9
  10. 2020年10月12日発売[19]、ISBN 978-4-09-850191-5
  11. 2021年2月12日発売[20]、ISBN 978-4-09-850402-2
  12. 2021年5月12日発売[21]、ISBN 978-4-09-850547-0
  13. 2021年7月12日発売[22]、ISBN 978-4-09-850657-6
  14. 2021年11月12日発売[23]、ISBN 978-4-09-850805-1
  15. 2022年6月10日発売[24]、ISBN 978-4-09-851137-2
  16. 2022年7月12日発売[25]、ISBN 978-4-09-851218-8

## テレビアニメ
2021年7月から9月までTOKYO MXほかにて第1期が放送された。トゥーンレンダリングを駆使した3DCGで描かれる。
2022年1月15日に幕張国際研修センターでスペシャルイベントが開催予定だったが、開催前日に延期が発表され、7月9日に振替公演が習志野文化ホールで開催された。昼の部と夜の部の2回公演で、ミクチャでの配信も行われた。（7月17日までアーカイブあり）
第2期は2023年7月から9月まで放送された。
第3期は2024年4月から6月まで放送され、原作最終話までを描き完結した。

### スタッフ
|                                   | 第1期                                    | 第2期                                    | 第3期                                    |
| --------------------------------- | ---------------------------------------- | ---------------------------------------- | ---------------------------------------- |
| 原作                              | イノウエ                                 | イノウエ                                 | イノウエ                                 |
| 監督・演出                        | 山川吉樹                                 | 山川吉樹                                 | 山川吉樹                                 |
| シリーズ構成                      | 白根秀樹                                 | 白根秀樹                                 | 白根秀樹                                 |
| キャラクターデザイン              | 桑波田満                                 | 桑波田満                                 | 桑波田満                                 |
| CGディレクター                    | 鈴木勇介                                 | 石原裕也                                 | 石原裕也                                 |
| キャラクターモデル ディレクター   | 畑野雄哉                                 | 畑野雄哉                                 | 畑野雄哉                                 |
| 美術監督                          | 鈴木朗                                   | 鈴木朗                                   | 鈴木朗                                   |
| 色彩設計                          | 木村美保                                 | 木村美保                                 | 木村美保                                 |
| 撮影監督                          | 福世晋吾                                 | 福世晋吾                                 | 福世晋吾                                 |
| 編集                              | 坪根健太郎                               | 坪根健太郎                               | 坪根健太郎                               |
| 音響監督                          | 明田川仁                                 | 明田川仁                                 | 明田川仁                                 |
| 音響効果                          | 和田俊也                                 | 和田俊也                                 | 和田俊也                                 |
| 音響制作                          | マジックカプセル                         | マジックカプセル                         | マジックカプセル                         |
| 音楽                              | 奥田弦、渡辺剛                           | 奥田弦、渡辺剛                           | 奥田弦、渡辺剛                           |
| 音楽プロデューサー                | 藤平直孝                                 | 藤平直孝                                 | 藤平直孝                                 |
| チーフプロデューサー              | 髙橋和彰、備前島幹人、木元準久           | 髙橋和彰、備前島幹人、木元準久           | 髙橋和彰、備前島幹人、木元準久           |
| チーフプロデューサー              | 佐藤龍伸、野瀬和也                       | 佐藤龍伸、野瀬和也                       | 江波戸憲司、吉崎邦法                     |
| チーフプロデューサー              | N/A                                      | 大和田智之                               | 大和田智之                               |
| チーフプロデューサー              | N/A                                      | 梅本享                                   | N/A                                      |
| プロデューサー                    | 塩入聡太、近藤秀峰、伊藤悠公、岩崎沙耶花 | 塩入聡太、近藤秀峰、伊藤悠公、岩崎沙耶花 | 塩入聡太、近藤秀峰、伊藤悠公、岩崎沙耶花 |
| プロデューサー                    | 梅本享、大和田智之 榊原智康              | 東真央、北村和人                         | 東真央、北村和人                         |
| プロデューサー                    | N/A                                      | 池田早樹                                 | 梅本享                                   |
| アニメーション制作統括            | 松倉友二                                 | 松倉友二                                 | 松倉友二                                 |
| アニメーション制作 プロデューサー | 松尾洸甫                                 | 松尾洸甫                                 | 松尾洸甫                                 |
| アニメーション制作                | J.C.STAFF                                | J.C.STAFF                                | J.C.STAFF                                |
| CGIプロデューサー                 | 北村和人                                 | N/A                                      | N/A                                      |
| CGI                               | SMDE                                     | SMDE                                     | SMDE                                     |
| 製作                              | 死神坊ちゃんと黒メイド製作委員会         | 死神坊ちゃんと黒メイド製作委員会         | 死神坊ちゃんと黒メイド製作委員会         |

### 主題歌
第1期
「満月とシルエットの夜」
坊ちゃん（花江夏樹）&アリス（真野あゆみ）によるオープニングテーマ。作詞は高瀬愛虹、作曲・編曲はやしきん。
「夜想曲」（ノクターン）
アリス（真野あゆみ）によるエンディングテーマ。作詞は藤林聖子、作曲・編曲はYoma。
「ふくろうと仔猫」
坊ちゃん（花江夏樹）&アリス（真野あゆみ）による第10話エンディングテーマ。作曲・編曲は渡辺剛。
「月と猫のコンチェルト」
坊ちゃん（花江夏樹）による第2話挿入歌。作詞は高瀬愛虹、作曲は奥田弦、編曲は渡辺剛。
「洗いっこいいなぁ」
坊ちゃん（花江夏樹）による第4話挿入歌。作詞は高瀬愛虹、作曲・編曲は渡辺剛。
「サバトの夜に魔女賛歌」
岡崎昌幸、渕上祥人、大木理紗、原田真純による第6話挿入歌。作詞は高瀬愛虹、作曲・編曲は渡辺剛。
「Make a wish」
坊ちゃん（花江夏樹）&アリス（真野あゆみ）&ロブ（大塚芳忠）&ヴィオラ（水瀬いのり）&カフ（倉持若菜）&ザイン（神谷浩史）による第9話挿入歌。作詞は藤林聖子、作曲・編曲は渡辺剛。

第2期
「君とレヴュー」
坊ちゃん（花江夏樹）&アリス（真野あゆみ）によるオープニングテーマ。作詞は藤林聖子、作曲・編曲はやしきん。
「星屑レクイエム」
なすお☆によるエンディングテーマ。作詞はなすお☆、作曲はまどくん、編曲は野村美和。
「Shall We GOLF」
坊ちゃん（花江夏樹）&アリス（真野あゆみ）による第14話挿入歌。作詞は高瀬愛虹、作曲・編曲は渡辺剛。
「スカイルームアクアリウム」
坊ちゃん（花江夏樹）&アリス（真野あゆみ）による第15話挿入歌。作詞は高瀬愛虹、作曲・編曲は渡辺剛。
「サーカスナイト」
岡崎昌幸、竹内浩明、大木理紗、ENA☆による第16話挿入歌。作詞は藤林聖子、作曲・編曲は大川茂伸。

第3期
「シネマティックパレード」
なすお☆によるオープニングテーマ。作詞はなすお☆、作曲はまどくん、編曲はフクイチモトキ。
「エトワールメモワール」
アリス（真野あゆみ）によるエンディングテーマ。作詞は藤林聖子、作曲・編曲は溝口雅大。
「魔法学校 校歌」
すずかけ児童合唱団による第25話挿入歌。作詞は白根秀樹、作曲は奥田弦、編曲は渡辺剛。
「DとWの約束のWeDDingラブソング」
ウォルター（内田雄馬）とダレス（日笠陽子）による第31話挿入歌。作詞は高瀬愛虹、作曲・編曲は渡辺剛。

### 各話リスト
| 話数   | サブタイトル                       | 脚本              | 絵コンテ | 初放送日      |       |       |       |       |       |       |       |       |       |       |       |       |       |       |       |       |       |       |       |       |
| 第1期  | 第1期                              | 第1期             | 第1期    | 第1期         | 第1期 | 第1期 | 第1期 | 第1期 | 第1期 | 第1期 | 第1期 | 第1期 | 第1期 | 第1期 | 第1期 | 第1期 | 第1期 | 第1期 | 第1期 | 第1期 | 第1期 | 第1期 | 第1期 | 第1期 |
| ------ | ---------------------------------- | ----------------- | -------- | ------------- | ----- | ----- | ----- | ----- | ----- | ----- | ----- | ----- | ----- | ----- | ----- | ----- | ----- | ----- | ----- | ----- | ----- | ----- | ----- | ----- |
| 第1話  | 坊ちゃんとアリス                   | 白根秀樹          | 山川吉樹 | 2021年 7月4日 |       |       |       |       |       |       |       |       |       |       |       |       |       |       |       |       |       |       |       |       |
| 第2話  | 坊ちゃんと執事と迷い猫             | 白根秀樹          | 佐山聖子 | 7月11日       |       |       |       |       |       |       |       |       |       |       |       |       |       |       |       |       |       |       |       |       |
| 第3話  | 坊ちゃんと満月の流星群             | 白根秀樹          | 佐山聖子 | 7月18日       |       |       |       |       |       |       |       |       |       |       |       |       |       |       |       |       |       |       |       |       |
| 第4話  | 坊ちゃんとアリスと雪の記憶         | 白根秀樹          | 佐山聖子 | 7月25日       |       |       |       |       |       |       |       |       |       |       |       |       |       |       |       |       |       |       |       |       |
| 第5話  | 坊ちゃんと烏とアイススケート       | 村本佳苗          | 佐山聖子 | 8月1日        |       |       |       |       |       |       |       |       |       |       |       |       |       |       |       |       |       |       |       |       |
| 第6話  | 坊ちゃんとアリスと魔界の一夜       | 白根秀樹          | 佐山聖子 | 8月8日        |       |       |       |       |       |       |       |       |       |       |       |       |       |       |       |       |       |       |       |       |
| 第7話  | 坊ちゃんとアリスのなんでもない一日 | 白根秀樹          | 佐山聖子 | 8月15日       |       |       |       |       |       |       |       |       |       |       |       |       |       |       |       |       |       |       |       |       |
| 第8話  | 白い雪、黒い服                     | 白根秀樹          | 佐山聖子 | 8月22日       |       |       |       |       |       |       |       |       |       |       |       |       |       |       |       |       |       |       |       |       |
| 第9話  | 坊ちゃんとアリスと聖夜の誓い       | 白根秀樹          | 大畑清隆 | 8月29日       |       |       |       |       |       |       |       |       |       |       |       |       |       |       |       |       |       |       |       |       |
| 第10話 | 坊ちゃんとアリスの二人だけの歌     | 白根秀樹          | 佐山聖子 | 9月5日        |       |       |       |       |       |       |       |       |       |       |       |       |       |       |       |       |       |       |       |       |
| 第11話 | 坊ちゃんと秘密の魔法               | 白根秀樹          | 佐山聖子 | 9月12日       |       |       |       |       |       |       |       |       |       |       |       |       |       |       |       |       |       |       |       |       |
| 第12話 | 坊ちゃんと一緒に……                 | 白根秀樹          | 山川吉樹 | 9月19日       |       |       |       |       |       |       |       |       |       |       |       |       |       |       |       |       |       |       |       |       |
| 第2期  |                                    |                   |          |               |       |       |       |       |       |       |       |       |       |       |       |       |       |       |       |       |       |       |       |       |
| 第13話 | 坊ちゃんとアリスと魔法のプール     | 白根秀樹          | 山川吉樹 | 2023年 7月9日 |       |       |       |       |       |       |       |       |       |       |       |       |       |       |       |       |       |       |       |       |
| 第14話 | 坊ちゃんとゴルフと謎の美少女       | 白根秀樹          | 山川吉樹 | 7月16日       |       |       |       |       |       |       |       |       |       |       |       |       |       |       |       |       |       |       |       |       |
| 第15話 | 坊ちゃんとアリスと幽霊の花嫁       | 白根秀樹          | 佐山聖子 | 7月23日       |       |       |       |       |       |       |       |       |       |       |       |       |       |       |       |       |       |       |       |       |
| 第16話 | 坊ちゃんとアリスのサーカス入門     | 伊藤睦美          | 佐山聖子 | 7月30日       |       |       |       |       |       |       |       |       |       |       |       |       |       |       |       |       |       |       |       |       |
| 第17話 | カフとザインと告白と               | 伊藤睦美          | 山川吉樹 | 8月6日        |       |       |       |       |       |       |       |       |       |       |       |       |       |       |       |       |       |       |       |       |
| 第18話 | 坊ちゃんとみんなの毎日             | 白根秀樹          | 佐山聖子 | 8月13日       |       |       |       |       |       |       |       |       |       |       |       |       |       |       |       |       |       |       |       |       |
| 第19話 | 坊ちゃんとアリスと魔界の出逢い     | 白根秀樹          | 佐山聖子 | 8月20日       |       |       |       |       |       |       |       |       |       |       |       |       |       |       |       |       |       |       |       |       |
| 第20話 | 坊ちゃんとアリスと口づけの窓       | 白根秀樹          | 山川吉樹 | 8月27日       |       |       |       |       |       |       |       |       |       |       |       |       |       |       |       |       |       |       |       |       |
| 第21話 | 坊ちゃんとアリスの二度目の記念日   | 白根秀樹          | 佐山聖子 | 9月3日        |       |       |       |       |       |       |       |       |       |       |       |       |       |       |       |       |       |       |       |       |
| 第22話 | 坊ちゃんとアリスと空飛ぶほうき     | 伊藤睦美          | 佐山聖子 | 9月10日       |       |       |       |       |       |       |       |       |       |       |       |       |       |       |       |       |       |       |       |       |
| 第23話 | 坊ちゃんとアリスと魔術学校         | 白根秀樹          | 佐山聖子 | 9月17日       |       |       |       |       |       |       |       |       |       |       |       |       |       |       |       |       |       |       |       |       |
| 第24話 | 坊ちゃんとアリスと呪いの魔女       | 白根秀樹 伊藤睦美 | 山川吉樹 | 9月24日       |       |       |       |       |       |       |       |       |       |       |       |       |       |       |       |       |       |       |       |       |
| 第3期  |                                    |                   |          |               |       |       |       |       |       |       |       |       |       |       |       |       |       |       |       |       |       |       |       |       |
| 第25話 | 坊ちゃんとアリスと再会の母         | 白根秀樹          | 佐山聖子 | 2024年 4月7日 |       |       |       |       |       |       |       |       |       |       |       |       |       |       |       |       |       |       |       |       |
| 第26話 | 坊ちゃんとアリスと謎の分身         | 伊藤睦美          | 大畑清隆 | 4月14日       |       |       |       |       |       |       |       |       |       |       |       |       |       |       |       |       |       |       |       |       |
| 第27話 | 坊ちゃんとアリスと母親と母親       | 白根秀樹          | 大畑清隆 | 4月21日       |       |       |       |       |       |       |       |       |       |       |       |       |       |       |       |       |       |       |       |       |
| 第28話 | 坊ちゃんとアリスとシャーデーの恋   | 白根秀樹          | 山川吉樹 | 4月28日       |       |       |       |       |       |       |       |       |       |       |       |       |       |       |       |       |       |       |       |       |
| 第29話 | 舞踏会（前編）                     | 伊藤睦美          | 大畑清隆 | 5月5日        |       |       |       |       |       |       |       |       |       |       |       |       |       |       |       |       |       |       |       |       |
| 第30話 | 舞踏会（後編）                     | 白根秀樹          | 佐山聖子 | 5月12日       |       |       |       |       |       |       |       |       |       |       |       |       |       |       |       |       |       |       |       |       |
| 第31話 | 集結                               | 伊藤睦美          | 大畑清隆 | 5月19日       |       |       |       |       |       |       |       |       |       |       |       |       |       |       |       |       |       |       |       |       |
| 第32話 | 説得                               | 白根秀樹          | 大畑清隆 | 5月26日       |       |       |       |       |       |       |       |       |       |       |       |       |       |       |       |       |       |       |       |       |
| 第33話 | 孤独と惑い                         | 白根秀樹          | 佐山聖子 | 6月2日        |       |       |       |       |       |       |       |       |       |       |       |       |       |       |       |       |       |       |       |       |
| 第34話 | ヴィクトルの孫、シャロンの娘       | 白根秀樹          | 佐山聖子 | 6月9日        |       |       |       |       |       |       |       |       |       |       |       |       |       |       |       |       |       |       |       |       |
| 第35話 | 友達、解呪、そして                 | 白根秀樹          | 山川吉樹 | 6月16日       |       |       |       |       |       |       |       |       |       |       |       |       |       |       |       |       |       |       |       |       |
| 第36話 | 死神坊ちゃんと黒メイド             | 白根秀樹          | 山川吉樹 | 6月23日       |       |       |       |       |       |       |       |       |       |       |       |       |       |       |       |       |       |       |       |       |

### 放送局
| 放送期間               | 放送時間                     | 放送局     | 対象地域   | 備考                                 |
| ---------------------- | ---------------------------- | ---------- | ---------- | ------------------------------------ |
| 2021年7月4日 - 9月19日 | 日曜 22:00 - 22:30           | TOKYO MX   | 東京都     |                                      |
|                        | 日曜 23:30 - 月曜 0:00       | BS11       | 日本全域   | 製作参加 / BS放送 / 『ANIME+』枠     |
| 2021年7月6日 - 9月21日 | 火曜 1:59 - 2:29（月曜深夜） | 読売テレビ | 近畿広域圏 | 『MANPA』第1部                       |
| 2021年7月8日 - 9月23日 | 木曜 21:30 - 22:00           | AT-X       | 日本全域   | CS放送 / 字幕放送 / リピート放送あり |

| 配信開始日    | 配信時間                | 配信サイト |
| ------------- | ----------------------- | --- |
| 2021年7月4日  | 日曜 22:00 更新         | dアニメストア |
|               | 日曜 22:30 以降順次更新 | Amazon Prime Video バンダイチャンネル TELASA J:COMオンデマンド milplus TSUTAYA TV ひかりTV FOD ビデオマーケット Rakuten TV HAPPY!動画 DMM.com music.jp GYAO! |
| 2021年7月11日 | 日曜 22:00 以降順次更新 | Hulu auスマートパスプレミアム U-NEXT ABEMA ytv MyDo! TVer |

| 放送期間                | 放送時間                     | 放送局     | 対象地域   | 備考                                 |
| ----------------------- | ---------------------------- | ---------- | ---------- | ------------------------------------ |
| 2023年7月9日 - 9月24日  | 日曜 22:00 - 22:30           | TOKYO MX   | 東京都     |                                      |
| 2023年7月10日 - 9月25日 | 月曜 0:30 - 1:00（日曜深夜） | BS11       | 日本全域   | 製作参加 / BS放送 / 『ANIME+』枠     |
|                         | 月曜 23:00 - 23:30           | AT-X       | 日本全域   | CS放送 / 字幕放送 / リピート放送あり |
| 2023年7月11日 - 9月26日 | 火曜 1:59 - 2:29（月曜深夜） | 読売テレビ | 近畿広域圏 | 『MANPA』第1部                       |

| 配信開始日   | 配信時間                | 配信サイト |
| ------------ | ----------------------- | --- |
| 2023年7月9日 | 日曜 22:00 更新         | DMM TV |
|              | 日曜 22:00 以降順次更新 | Amazon Prime Video バンダイチャンネル FOD HAPPY!動画 Huluストア J:COMオンデマンドメガパック milplus TELASA U-NEXT |

| 放送期間                | 放送時間                     | 放送局     | 対象地域   | 備考                             |
| ----------------------- | ---------------------------- | ---------- | ---------- | -------------------------------- |
| 2024年4月7日 - 6月23日  | 日曜 22:00 - 22:30           | TOKYO MX   | 東京都     |                                  |
| 2024年4月8日 - 6月24日  | 月曜 0:30 - 1:00（日曜深夜） | BS11       | 日本全域   | 製作参加 / BS放送 / 『ANIME+』枠 |
| 2024年4月9日 - 6月25日  | 火曜 1:59 - 2:29（月曜深夜） | 読売テレビ | 近畿広域圏 |                                  |
| 2024年4月12日 - 6月28日 | 金曜 22:30 - 23:00           | AT-X       | 日本全域   | CS放送 / リピート放送あり        |

| 配信開始日   | 配信時間                | 配信サイト | 備考       |
| ------------ | ----------------------- | --- | ---------- |
| 2024年4月7日 | 日曜 22:00              | DMM TV | 月額見放題 |
|              | 日曜 22:00 以降順次更新 | バンダイチャンネル dアニメストア FOD HAPPY!動画 Huluストア J:COM STREAM Lemino milplus Prime Video TELASA U-NEXT | 個別課金   |

### BD / DVD
| 巻 | 発売日         | 収録話          | 規格品番  | 規格品番  |
| 巻 | 発売日         | 収録話          | BD        | DVD       |
| -- | -------------- | --------------- | --------- | --------- |
| 1  | 2021年9月29日  | 第1話 - 第2話   | GNXA-2321 | GNBA-2811 |
| 2  | 2021年10月13日 | 第3話 - 第4話   | GNXA-2322 | GNBA-2812 |
| 3  | 2021年10月27日 | 第5話 - 第6話   | GNXA-2323 | GNBA-2813 |
| 4  | 2021年11月12日 | 第7話 - 第8話   | GNXA-2324 | GNBA-2814 |
| 5  | 2021年11月26日 | 第9話 - 第10話  | GNXA-2325 | GNBA-2815 |
| 6  | 2021年12月10日 | 第11話 - 第12話 | GNXA-2326 | GNBA-2816 |

| 巻    | 発売日        | 収録話     | 規格品番  |
| ----- | ------------- | ---------- | --------- |
| 第1期 | 2024年10月3日 | 各期全12話 | GNXA-2551 |
| 第2期 | 2024年10月3日 | 各期全12話 | GNXA-2552 |
| 第3期 | 2024年10月3日 | 各期全12話 | GNXA-2553 |

### Webラジオ
坊ちゃん役の花江夏樹とアリス役の真野あゆみによるWebラジオ『死神坊ちゃんと黒メイド 坊ちゃんとアリスとラジオ』が、2021年6月30日から9月22日まで音泉およびNBCUniversal Anime/Musicの公式YouTubeにて隔週水曜に配信。